# 彩世ゆう
彩世 ゆう（あやせ ゆう）は、日本の女性声優。主にアダルトゲームに声をあてている。

## 人物
小さい頃に見ていたアニメのエンディングで、キャラクター名の横に声優名が出ているのを見て、演じている声優の名前をチェックするようになった。高校生の時に声優の養成所に受かり、その時は両親に反対されて断念するも、卒業後に専門学校の声優学科を選んで進学。専門学校で世話になった先生が制作した子ども向けアニメに脇役出演して、声優デビューを果たす。その後洋画の吹き替えなどを経て、アニメ映画『銀河鉄道の夜』の仕事で知り合った人から誘われて、ゲームの世界に入った。
友人である飯田空からは「彩ゆー」と呼ばれている。

## 出演
太字はメインキャラクター。

### アダルトアニメ
- ブラッドロイヤル（2002年、咲夜）
- 誘惑（2003年、恭本真咲）
- STARLESS（2012年、野々原美加子、フランチェスカ）

### アダルトゲーム
1998年
- 空白の記憶（キャサリン）
- みせたがり
- 永遠の都 Eternal Love（浜田理恵）

1999年
- おねがい!メイド☆ロイド（奈津）
- BLOOD ROYAL（咲夜）

2000年
- さすらいの料理人（高峰翔子）
- 凱旋!無花果艦長!
- 恋結び（天野宙）
- 人妻×人妻 〜ここは人妻ぱらだいす!〜（山科今日子、新山萌）
- ツインズラプソディ 〜替玉恋愛狂想曲〜（菅原里紗）
- 傀儡の教室
- Tremolo（真島桜子）
- Sweet Pleasure（風原夏姫）

2001年
- Brightia（ライム・アイム）
- flutter of birds 〜鳥達の羽ばたき〜（朝比奈めぐみ）
- 蒼ざめた月の光（エレクシア、バーバラ）
- DOUBLE 〜ダブル〜（葉越晶）
- けらくの王 -快楽の王-（響カナタ）
- 傀儡の教室 HAPPYEND（海原暁）
- 実習生〜危険な教室〜（藤堂美咲）
- 新任英語教師 祐美子とテニスクラブ（前島祐美子）
- Twins2 -恋愛未満-（菅原里紗）
- ゴメンなさい…アタシのせいで（千島領子）
- IZUMO（ヨモツオオカミ）

2002年
- 肉欲玩具宅配人（弓弦慧）
- flutter of birds II 〜天使たちの翼〜（槇樹村摩緒）
- 百舌鳥ノ贄 音声収録版+外伝（水越智花）
- ムー一座 1・2・3（Ama A、Damia、Kenichi's Mother）
- 誘惑 第二章 爪痕（恭本真咲）
- 人妻麻雀（松本ひとみ）
- 魔法戦士スイートナイツ〜ヒロイン陵辱指令〜（エレニス・レクシア）
- 崖っプチ家計簿
- うにっち! 〜Weenie Witches〜（サヴェリン＝フォリス、ジェシカ＝フォクリム）
- ぎゃくたま（八重垣かなえ）
- 地獄荘へようこそ（新庄一彩）
- そら色メモリーズ（津斉清音）
- 羞中恥療室（藤野紫織）
- Revenir（御厨詩衣音）
- 女系家族（山王時美雪）
- 隣人（咲沼雫）
- 罪しろの環〜館に秘められし真実〜（須賀真由利）
- neige+永遠の都（浜田理恵）
- ギャップ・P（葉子）
- 魔法戦士プリンセスティア（エレニス） [4]

2003年
- BM0 残酷な夜に彼女の叫びは誰にも聞こえない。（ビィ）
- 肉体転移（倉橋淑美）
- 崩壊序曲（槙村沙織）
- 月光に濡れる教室で、僕は。（皆月明海）
- 淫肉乱舞 〜美肉を喰らえ〜（小陰如）
- 快感戦士バスティー（宇佐美玲奈）
- 魔法戦士プリンセスティア（エレニス・レクシア）
- アイコン（パルテノ、緋女、イリア）
- モノグラフ〜遠い約束〜（七瀬弘美）
- 秘女一夜（中司婢之女）
- 水都幻想 -Venice Fantastica-（アナリザ、チェイシェン）
- しおさいの悲鳴（七星紫都夏）
- 犬っ娘ぷにぷに〜発情警報発令中〜（綾部紗和）
- 夏色☆こみゅにけ〜しょん♪（瀬尾明日香）
- やらせてっ!てぃーちゃー（相模綾子）

2004年
- KYRIE 〜BLOOD ROYAL3〜（朱鷺）
- いもほり 〜お兄ちゃんの奮闘記!〜（米倉奈美）
- 魔法戦士スイートナイツ2〜メッツァー叛乱〜（エレニス・レクシア）
- あやめいろの夏（北山恭子）
- 小雪の朱 〜コユキノアカ〜（八重樫一織）
- 聖奴マリア 〜白濁まみれの懺悔室〜（柚木雪）
- IZUMO2（ヨモツオオカミ）
- 虹を見つけたら教えて。（境音海）
- 風の継承者（ルイーズ）

2005年
- LUST 〜催淫状態（門真美幸）
- 深紅のソワレ cardinal soriee（日阪万理）
- はじめてどうし（生方はつみ）
- ぎゃくたま2（八重垣かなで、八重垣かなえ）
- ぴんくのあゆみ! 〜いけない陵辱検査〜（橘レン）
- Brightia Plus（ライム・アイム）
- 美少女妖怪調伏伝 ぬばたま（倩兮女）
- IZUMO零（タギツ、永峰 美津子）
- 全て奪ってやる!（一条芹奈）
- 輪罠 〜白濁まみれの放課後〜（間宮舞衣子）
- 凌姫II〜妖しく蠢く淫謀の円舞曲〜（イリア）
- Heaven's Cage（メルアリア）
- 魔法戦士スイーツナイツ コンプリートDISC（エレニス・レクシア）
- おすめす☆たいむすりっぷ!（舞澄智羽）
- 恋愛病（白瀬なつみ）
- 天神楽（冷軋）
- 逃亡者 毒島音露 〜柔肌の中に眠れ編〜（立川千草）

2006年
- みこ×もの（叢雨東亜子）
- メンアットワーク!4 〜ハンター達よ 永遠に〜（シーラ）
- ふたりでひとつの恋心（諏訪さと子）
- すぺーす☆とらぶる（リンダ・アルゴム）
- 抜け忍 捕獲、そして調教へ…（葵）
- ZeBra 〜虜囚の館〜（菖ユカリ）
- 黄泉ビト知ラズ 〜甘い雌蕊の性徴誌〜（花牟礼澪）
- わんことくらそう（カイエ）
- AXIA（ラスキス・ケッセルリンク）
- 人妻×人妻ADV 〜人妻温泉繁盛記〜（冨士田峰子）
- Blue Destiny（クリス）
- Sweet Pleasure NS（風原夏姫）
- ぶり〜ど! Breed-island.（ユウナ）
- 虜姫 〜白濁まみれの令嬢〜（乾彩音）
- SilveryWhite 〜君と出逢った理由〜（サーシア）
- STEP -二人の関係は一歩ずつ-（白石瑞穂）
- Tan.（大上かなた）

2007年
- プリンセスサーガIII 〜狂淫の女神官〜（キャセリーン）
- プリンセスサーガIV 〜陵辱の女騎士（キャセリーン）
- プリンセスサーガV 〜希望の美姫（キャセリーン）
- プリンセスサーガ（キャセリーン）
- こいとれ 〜REN-AI TRAINING〜（篠原蛍子、篠原雅）
- IZUMO零（タギツ、永峰美津子）
- Reversible（佐川美都、我孫子）
- 聖なるかな -The Spirit of Eternity Sword 2-（フィロメーラ）
- Dies irae -Also sprach Zarathustra-（リザ・ブレンナー）

2008年
- セイクリッドグラウンド（エレニス）
- 痴漢電車男2 〜伝説へのライナー〜（久我夏美）
- 聖なるかなスペシャルファンディスク（フィロメーラ）
- 全て奪ってやる! アニメーション追加版（一条芹奈）
- 魔法戦士レムティアナイツ（エレニス・レクシア）
- 時間封鎖（真藤凛子）
- 闘神都市Ⅲ（羽純・フラメル）
- 春色こみゅにけ〜しょん（黒木繭梨、瀬尾明日香）

2009年
- トキノ戦華（花鈴）
- 痴漢電車男外伝 〜伝説へのチェイサー〜（久我夏美）
- Dies irae Also sprach Zarathustra -die Wiederkunft-（リザ・ブレンナー）
- Dies irae 〜Acta est Fabula〜（リザ・ブレンナー、アナウンサー、女子）
- Last Waltz 〜白濁まみれの夏合宿〜（烏丸都子）
- 蒼海のヴァルキュリア 〜孤高の皇女ルツィア〜（マリノ・ノッテンベルク）

2010年
- ひめごとアンバランス こころとカラダのえっちなカンケイ?!（美住弥生）
- おキツネ様の恋するおまじない（鷹瀬椋子、楓）
- Ran→Sem 〜白濁デルモ妻のミイラ捕り〜（葛木尚美）
- すてぃ〜るMyはぁと（二階堂香奈）
- しゃーまんず・さんくちゅあり -巫女の聖域-（内宮司蔡）
- 神楽幻想譚〜妖かしの姫〜（吾妻美里、狂歌）

2011年
- 神咒神威神楽（天魔・紅葉）[5]
- 大帝国（南雲圭子）
- 初恋予報。（九条珠恵）
- STARLESS（野々原美加子）[6]

2012年
- ふたりはマイエンジェル☆（高円寺 さつき）[7]

2013年
- 炸裂スイートファイト!（エレニス・レクシア）[8]
- レミニセンス（アクセラ）[9]

2014年
- レミニセンス Re：Collect（アクセラ）[10]
- ジンコウガクエン2 アペンドセット（慈）[11]

2015年
- IZUMO4（稜威母）

### ドラマCD
- Dies irae Verfaulen segen（2010年、リザ・ブレンナー）

## ディスコグラフィ

### 歌手参加楽曲
| 発売日         | 商品名                                  | 歌                                         | 楽曲                 | 備考                         |
| -------------- | --------------------------------------- | ------------------------------------------ | -------------------- | ---------------------------- |
| 2003年12月28日 | DISCOVERY Song Collection Special vol.1 | 彩世ゆう、永瀬江美弥、初音みる、小坂あきら | 「乙女のヤ・ボ・ウ」 | PCゲーム『ぎゃくたま』主題歌 |